# Diana Krall
Diana Jean Krall (Nanaimo (Brits-Columbia) 16 november 1964) is een Canadese jazzzangeres en -pianiste. Wereldwijd heeft ze zo'n vijftien miljoen albums verkocht. Ze heeft twee Grammy Awards gewonnen en acht Juno Awards.

## Biografie
Krall, een dochter van muzikale ouders, begon piano te spelen toen ze vier jaar oud was. Toen ze vijftien was, speelde ze jazz in een lokaal restaurant. Ze studeerde aan Berklee School of Music in Boston, speelde jazz in Los Angeles en keerde daarna terug naar Canada, waar ze in 1993 haar eerste album uitbracht, "Stepping Out". Op het album speelde John Clayton contrabas en Jeff Hamilton drums. Het album trok de aandacht van muziekproducent Tommy LiPuma, die in 1995 haar tweede album produceerde. Haar derde album, "All for You: A Dedication to the Nat King Cole Trio", stond 70 weken in de Amerikaanse jazz-lijsten en werd genomineerd voor een Grammy. Ook haar album "Love Scenes" (1997) werd een commercieel succes. In 2000 leverde haar album "When I Look in Your Eyes" twee Grammy's op, onder meer een in de categorie 'Best Jazz Vocal Performance'. In 2003 won Krall opnieuw een Grammy, nu voor haar album "Live in Paris" ('Best Jazz Vocal Album').

## Elvis Costello
In 2000 ging ze met zanger Tony Bennett op tournee. Met de zanger trad ze bovendien op in de muzikale talkshow "Spectacle: Elvis Costello with...". Met Costello begon ze een romantische relatie die in 2003 uitmondde in een huwelijk. Met de Brit kreeg ze op 6 december 2006 een tweeling, haar zonen Dexter Henry Lorcan en Frank Harlan James. Na haar huwelijk ging ze ook zelf liedjes schrijven, wat resulteerde in het album "The Girl in the Other Room".

## Andere activiteiten
Krall produceerde in 2009 een album van Barbra Streisand. In 2012 begeleidde ze Paul McCartney in een live-uitvoering van diens album "Kisses on the Bottom", wat rechtstreeks op het internet werd uitgezonden. In datzelfde jaar zong ze "Fly Me to the Moon" tijdens de herdenkingsdienst voor de overleden astronaut Neil Armstrong.
Verder verscheen Krall verschillende keren in een film of televisiefilm.

## Onderscheidingen
In het jaar 2000 werd haar de Order of British Columbia verleend. In 2003 kreeg ze een eredoctoraat in de kunsten aan de University of Victoria. Een jaar later werd ze opgenomen in de Canadese Walk of Fame. In 2005 werd ze ook Officier in de Order of Canada.

## Discografie

### Albums
| Album met eventuele hitnotering(en) in de Nederlandse Album Top 100 | Datum van verschijnen | Datum van binnenkomst | Hoogste positie | Aantal weken | Opmerkingen                             |
| ------------------------------------------------------------------- | --------------------- | --------------------- | --------------- | ------------ | --------------------------------------- |
| Heartdrops                                                          | 1989                  | -                     |                 |              | met Vince Benedetti                     |
| Stepping Out                                                        | 1993                  | -                     |                 |              |                                         |
| Only Trust Your Heart                                               | 1994                  | -                     |                 |              |                                         |
| All for You                                                         | 1996                  | -                     |                 |              |                                         |
| Love Scenes                                                         | 1997                  | -                     |                 |              | ook uitgebracht op sacd                 |
| When I Look in Your Eyes                                            | 1999                  | -                     |                 |              | ook uitgebracht op sacd                 |
| The Look of Love                                                    | 2001                  | 13-10-2001            | 49              | 5            | ook uitgebracht op sacd                 |
| Live in Paris                                                       | 2002                  | 12-10-2002            | 66              | 12           | Livealbum                               |
| The Girl in the Other Room                                          | 2004                  | 24-04-2004            | 17              | 38           | ook uitgebracht op sacd                 |
| Christmas Songs                                                     | 2005                  | 19-11-2005            | 26              | 7            | met The Clayton/Hamilton Jazz Orchestra |
| From This Moment On                                                 | 2006                  | 16-09-2006            | 16              | 14           |                                         |
| Quiet Nights                                                        | 2009                  | 04-04-2009            | 15              | 10           |                                         |
| Glad Rag Doll                                                       | 2012                  | 06-10-2012            | 21              | 1*           |                                         |
| Wallflower                                                          | 2014                  | 03-02-2014            |                 |              |                                         |

| Album met hitnotering(en) in de Vlaamse Ultratop 200 albums | Datum van verschijnen | Datum van binnenkomst | Hoogste positie | Aantal weken | Opmerkingen                             |
| ----------------------------------------------------------- | --------------------- | --------------------- | --------------- | ------------ | --------------------------------------- |
| Live in Paris                                               | 2002                  | 19-10-2002            | 39              | 2            | Livealbum                               |
| The Girl in the Other Room                                  | 2004                  | 17-04-2004            | 8               | 27           |                                         |
| Christmas Songs                                             | 2005                  | 03-12-2005            | 75              | 5            | met The Clayton/Hamilton Jazz Orchestra |
| From This Moment On                                         | 2006                  | 23-09-2006            | 14              | 11           |                                         |
| The Very Best of Diana Krall                                | 2007                  | 29-09-2007            | 57              | 5            | Verzamelalbum                           |
| Quiet Nights                                                | 2009                  | 11-04-2009            | 8               | 16*          |                                         |
| Glad Rag Doll                                               | 2012                  | 06-10-2012            | 59              | 1*           |                                         |
| Wallflower                                                  | 2014                  | 03-02-2014            |                 |              |                                         |

### Dvd's
- 2002 - Live in Paris - (Eagle Records)
- 2004 - Live at the Montreal Jazz Festival - (Verve Records)
- 2009 - Live in Rio - (PIAS)

| Dvd's met hitnoteringen in de Nederlandse Music Top 30 | Datum van verschijnen | Datum van binnenkomst | Hoogste positie | Aantal weken | Opmerkingen |
| ------------------------------------------------------ | --------------------- | --------------------- | --------------- | ------------ | ----------- |
| Live in Rio                                            | 2009                  | 30-05-2009            | 11              | 16           |             |